# Elaine Matthews
Elaine Matthews (geboren am 19. August 1942 in Netherton, West Yorkshire; gestorben am 26. Juni 2011 in Oxford) war eine britische Altertumswissenschaftlerin, Althistorikerin und Namensforscherin.
Elaine Matthews studierte von 1960 bis 1964 bei Barbara Levick Literae humaniores am St Hilda’s College der Universität Oxford und schloss mit dem Bachelor of Arts ab. Mit einer Arbeit über Lukian von Samosata erlangte sie in Alter Geschichte den akademischen Grad eines Master of Philosophy. Nachdem sie ihre beiden Töchter großgezogen hatte, begann Mitte der 1970er-Jahre einerseits ihre Karriere in Onomastik an der Universität Oxford, anderseits ihre Tätigkeit für die Society for the Promotion of Roman Studies und deren Journal of Roman Studies. Dem gemeinsamen Komitee mit der Society for the Promotion of Hellenic Studies diente sie als Sekretärin. Im Jahr 1989 wurde sie als Nachfolgerin von Elizabeth Rawson Ehrensekretärin der Roman Society. Die Position hatte sie bis 2010 inne.
An der Universität Oxford stieß sie 1975 zu Peter M. Frasers Projekt Lexicon of Greek Personal Names, dem sie bis zu ihrem Tod verbunden blieb. Das ab 1972 bei der British Academy angesiedelte Lexikonvorhaben hat sich zur Aufgabe gemacht, anhand aller griechischer Namen die soziale, religiöse und politische Geschichte des antiken Griechenlands von archaischer bis byzantinischer Zeit zu erschließen. Bereits während ihrer „Erziehungszeit“ hatte Elaine Matthews als freie Mitarbeiterin Lehrtätigkeiten sowie redaktionelle Arbeiten übernommen und unter anderem für Peter Fraser die Indices zu seinem Buch Ptolemaic Alexandria (1972) erstellt. Von 1981 bis 1992 assistierte sie bei der Herausgabe der Lexikonbände, von 1992 bis zum Eintritt in den Ruhestand im Jahre 2008 war sie Mitherausgeberin des Lexikons. In den über drei Jahrzehnten ihres Engagements führte sie das Lexikon von einem Karteikarten-gestützten Vorhaben zu einem Datenbank-basierten. Sie sorgte früh dafür, dass die Datenbestände aktualisierbar, verknüpf- und auswertbar waren. Ermöglicht wurde dadurch eine ganz neue Art onomastischer Forschungen. Auf zahlreichen internationalen Tagungen und Kolloquien hielt sie Vorträge über die Fortschritte des Vorhabens und veröffentlichte sie in Tagungsbänden. Für zwei Tagungsbände wirkte sie selbst als Herausgeberin oder Mitherausgeberin: Mit Simon Hornblower gab sie im Jahr 2000 den Band Greek Personal Names. Their Value as Evidence heraus, 2009 publizierte sie als Herausgeberin den Band Old and New Worlds in Greek Onomastics.
Ihr Wirken für das Lexikon war zugleich ein wichtiger Beitrag für den Bereich der Altertumswissenschaft in Oxford. Die Fakultät für Literae humaniores wählte sie 1995 zu ihrem Faculty Fellow. In dieser Position vertrat sie die Fakultät in zahlreichen Komitees, insbesondere solchen, die sich mit dem Einsatz von Informationstechnik an der Universität beschäftigten. Auch um die Belange des St Hilda’s College kümmerte sie sich auf verschiedensten Feldern und sie wurde im Jahr 1996 zum Supernumerary Fellow des Colleges gewählt. Im Jahr 2010 wurde ihr die Festschrift Onomatologos. Studies in Greek Personal Names presented to Elaine Matthews gewidmet.

## Veröffentlichungen (Auswahl)
- Lexicon of Greek Personal Names.
  - mit Peter M. Fraser (Hrsg.): The Aegean Islands, Cyprus and Cyrenaica. Band 1. Clarendon Press, Oxford 1987, ISBN 0-19-864222-9.
  - mit Peter M. Fraser (Hrsg.): The Peloponnese, Western Greece, Sicily, and Magna Graecia. Band 3 A. Clarendon Press, Oxford 1997, ISBN 0-19-815229-9.
  - mit Peter M. Fraser (Hrsg.): Central Greece From the Megarid to Thessaly. Band 3 B. Clarendon Press, Oxford 2001, ISBN 0-19-815293-0.
  - mit Peter M. Fraser (Hrsg.): Macedonia, Thrace, Northern Regions of the Black Sea. Band 4. Clarendon Press, Oxford 2005, ISBN 0-19-927333-2.
- mit Simon Hornblower: Greek Personal Names. Their Value as Evidence (= Proceedings of the British Academy. Band 104). Oxford University Press, Oxford 2000, ISBN 0-19-726216-3.
- als Herausgeberin: Old and New Worlds in Greek Onomastics (= Proceedings of the British Academy. Band 148). Oxford University Press, Oxford 2007, ISBN 978-0-19-726412-6.